# Bệnh tật ở cá

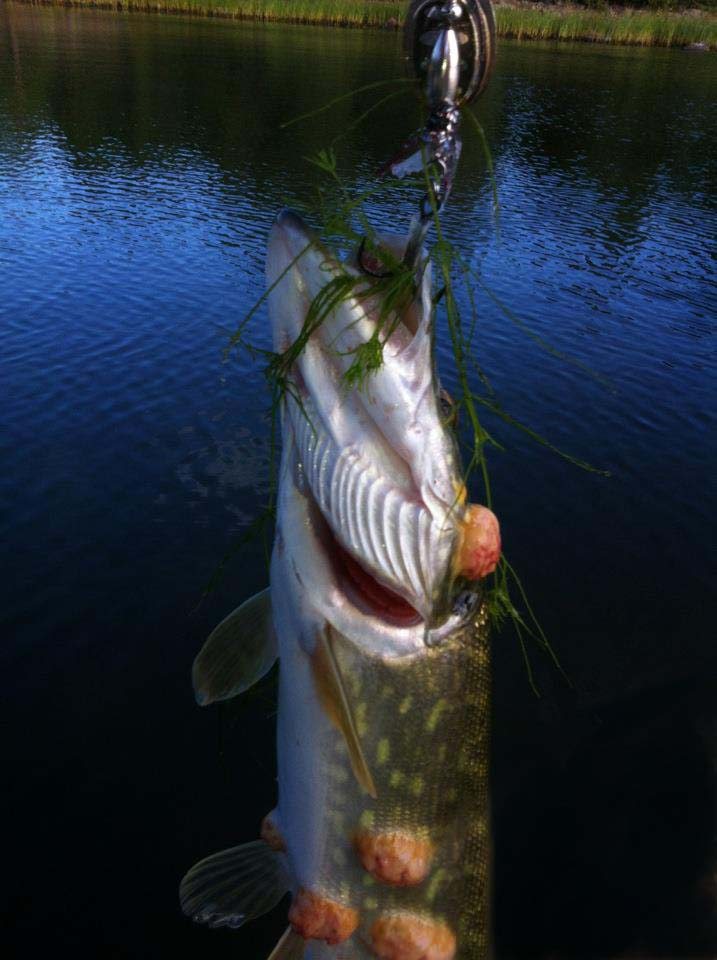
Một con cá câu được bị nhiễm bệnh

Bệnh tật ở cá hay bệnh ký sinh trùng ở cá hay còn gọi là cá bệnh là hiện tượng cá bị nhiễm các loại bệnh và ký sinh trùng trong tự nhiên hoặc trong nuôi giữ dẫn đến suy giảm sức khỏe, lây lan và chết cá. Trong trường hợp lây lan dịch bệnh trên diện rộng có thể dẫn đến hiện tượng cá chết hàng loạt. Bệnh ở cá xảy ra là do sự tương tác giữa vật chủ có tính mẫn cảm với bệnh, trong điều kiện môi trường không thuận lợi, cùng với sinh vật gây bệnh có sẵn trong môi trường cũng như cơ thể cá.
Nó chính là biểu hiện của trạng thái cơ thể bị xáo trộn do kết quả tác động qua lại giữa 3 nhân tố cơ thể cá, tác nhân gây bệnh và môi trường sống. Khi môi trường sống có những thay đổi bất lợi cho cá, cá sẽ bị suy yếu, sức đề kháng giảm. Từ đó các tác nhân gây bệnh có cơ hội phát triển, tấn công và gây bệnh cho cá. Cá bệnh là nguyên nhân gây thiệt hại hàng đầu trong nghề nuôi cá trong việc giảm năng suất, số lượng, chất lượng.

## Đại cương

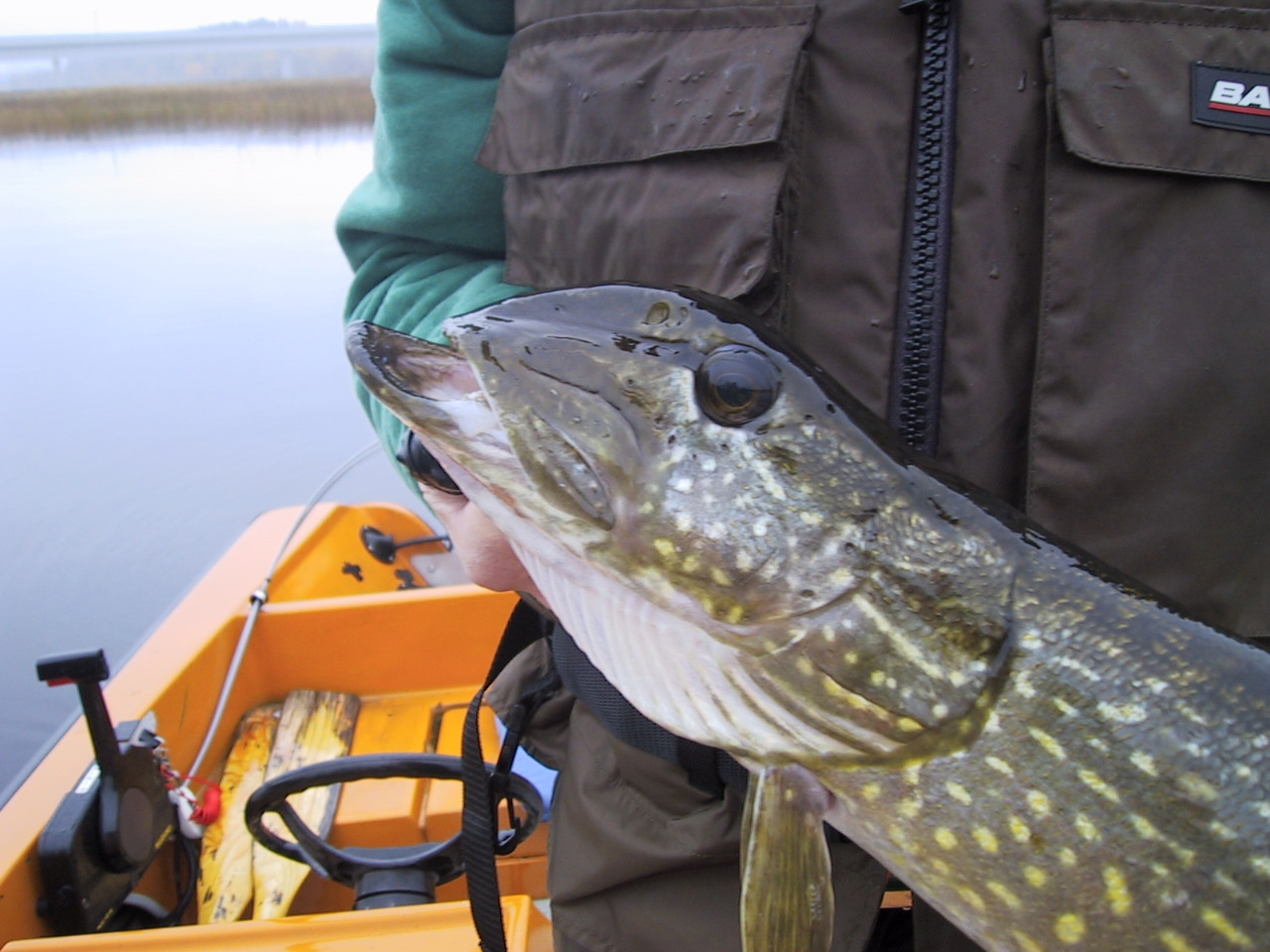
Một con cá chó bị sưng mồm do nhiễm bệnh

Cá chỉ bị bệnh khi 3 yếu tố sau đồng thời xảy ra: Điều kiện môi trường xấu hay không có lợi. Sức khoẻ của cá không tốt, không có khả năng chống đỡ với các điều kiện khắc nghiệt của môi trường. Trong môi trường tồn tại đủ nhiều và đủ mạnh các tác nhân gây bệnh. Với xu hướng thâm canh hóa trong nghề nuôi thì bệnh cá xảy ra trong quá trình nuôi, nhất là các bệnh ký sinh trùng.
Các bệnh thông thường nhất có thể tác hại đến cá trong bể nuôi có thể do ký sinh vật xâm nhập vào bể đồng thời với thức ăn sống hay cây trồng lấy từ nước bẩn ở nơi khác, hoặc là nhiễm khuẩn do mốc hoặc môi trường sống chung quanh thiếu vệ sinh và cũng do sự thiếu săn sóc của con người.
Một số bệnh nhiễm khuẩn thường gặp trên các đối tượng nuôi cá ao hồ như lở loét, đốm đỏ, đốm trắng, hoại tử và xuất huyết các vây, hoặc một số bệnh ký sinh trùng như: bệnh trùng bánh xe (trùng mặt trời), sán lá, giun tròn, đỉa cá, rận cá, đã ảnh hưởng không nhỏ đến sản lượng và năng suất thu hoạch. Vi khuẩn là một trong những tác nhân gây bệnh khá quan trọng, cũng có một số ít các loài vi khuẩn là tác nhân khởi phát, bệnh xảy ra thường là do biến động các yếu tố môi trường hoặc do stress nhưng cũng có thể gây chết cao.
Nhiều loại bệnh dù không gây tổn thất lớn nhưng nó làm cho cá chậm lớn, giảm chất lượng thịt cá, tạo cơ hội cho vi khuẩn và virus tấn công. Trong nuôi cá bố mẹ, sản xuất giống nhân tạo hay nuôi thương phẩm, vấn đề dịch bệnh thường xảy ra. Khi nuôi cần quan sát sự di chuyển hay cách ăn uống để phát hiện các dấu hiệu bất thường. Cần quan sát cách ăn uống của cá: Khi cho ăn, đếm số lượng cá, nếu con nào không chịu tập trung ăn, rời đàn đi riêng lẻ, lập tức theo dõi chặt chẽ hơn. Quan sát phân của cá khi nuôi trong bể. Màu sắc của phân cũng phản ánh phần nào tình trạng sức khoẻ của cá. Nếu phân bạc màu và lỏng lập tức chú ý đề phòng cá bị đường ruột.

## Một số bệnh

### Đốm đỏ

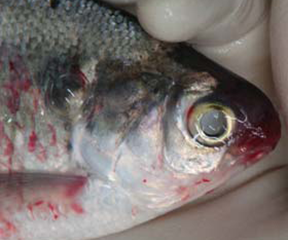
Một con cá bị bệnh đốm đỏ

Bệnh do vi khuẩn hình que Aeromonass hydrophylla hoặc Pseudomnas gây ra. Cá trong ao nuôi hoặc lồng nuôi khi mắc bệnh đốm đỏ thường giảm ăn hoặc bỏ ăn, cá bơi lờ đờ trên tầng mặt, màu sắc da chuyển sang tối sẫm. Trên thân xuất hiện các chấm xuất huyết đỏ, vẩy rụng thành mảng. Khi bệnh nặng các gốc vây xuất huyết, các tia vây rách nát, cụt dần. Các điểm xuất huyết viêm, tấy, loét, trong có nhiều mủ, máu và xung quanh có nấm ký sinh. Mang cá tái nhợt hoặc xuất huyết, mắt lồi có xuất huyết. Bệnh kéo dài từ 1 đến 2 tuần, cá có thể chết. Toàn bộ cơ quan nội tạng đều có xuất huyết. Khi nhấc đầu cá lên có máu nhạt lờ lờ chảy ra từ hậu môn. Bệnh đốm đỏ thường gặp ở cá trắm cỏ nuôi lồng và nuôi ao.

### Trắng da
Bệnh nấm thủy mi do loại vi khuẩn Trichodina, Trichodinella, Tripartiella gây ra. Khi mới bị bệnh trên da cá, xuất hiện những vùng trắng, xám, ở đó có những sợi nấm nhỏ, mềm, sau vài ngày sợi nấm phát triển thành búi trắng như bông, có thể nhìn thấy được bằng mắt thường. Trứng cá bị bệnh có màu trắng đục, xung quanh có nhiều sợi nấm làm cho trứng bị ung. Bệnh nấm thủy mi không chọn các ký chủ, tất cả các loài thủy sản đều có thể bị bệnh. Trong các ao nuôi mật độ dày, nước bẩn đều có thể xuất hiện bệnh nấm. 

### Trùng bánh xe

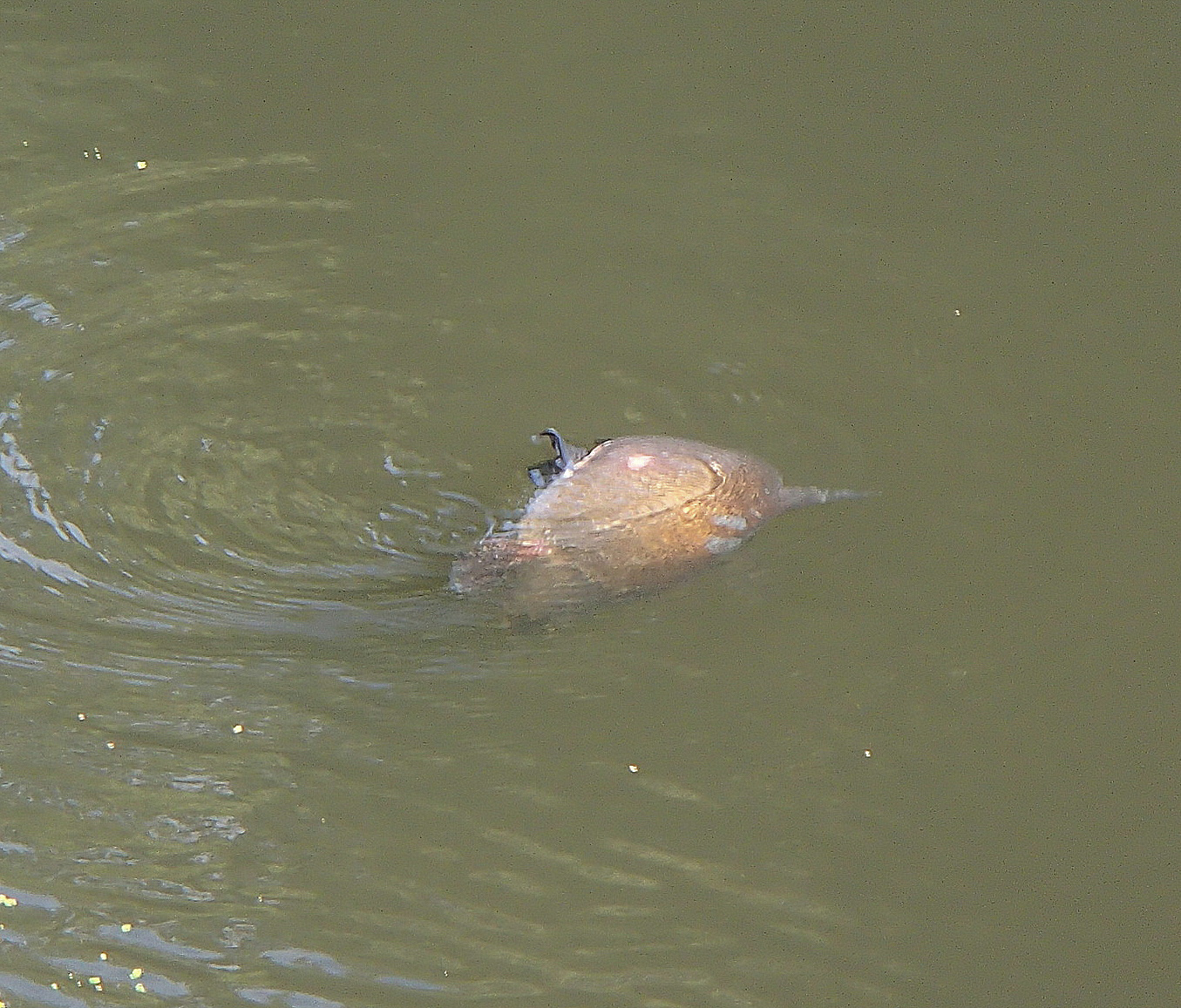
Một con cá bị nhiễm trùng bánh xe bơi không định hướng

Do trùng bánh xe gây ra, khi cá mới mắc bệnh, trên thân có nhiều nhớt hơi trắng đục, da chuyển sang màu xám, cá ngứa ngáy, khó chịu, thường nổi từng đám trên tầng mặt, một số con tách khỏi đàn bơi lờ đờ quanh ao. Cá bị bệnh nặng bơi không định hướng, lật bụng, chìm xuống đáy ao và chết. Trùng bánh xe phân bố rộng, gây bệnh chủ yếu ở giai đoạn cá hương cá giống (tỷ lệ cảm nhiễm bệnh cao từ 80-100%). Sau khi phát bệnh cá chết hàng loạt. 

### Trùng loa kèn
Bệnh do loại trùng Epistylis hoặc Zoothamnium có dạng hình loa kèn gây ra. Trùng thường bám trên da, vây, mang của cá, ba ba, ếch...chúng bám nhiều thành búi trắng dễ nhầm với nấm thủy mi. Các dấu hiệu bệnh lý giống như bệnh trùng bánh xe. Bệnh có thể độc lập hoặc kết hợp với ký sinh trùng đơn bào khác, gây bệnh làm cá chết hàng loạt. Bệnh xuất hiện và gây bệnh quanh năm, tập trung vào mùa xuân, thu, đông.

### Trùng mỏ neo

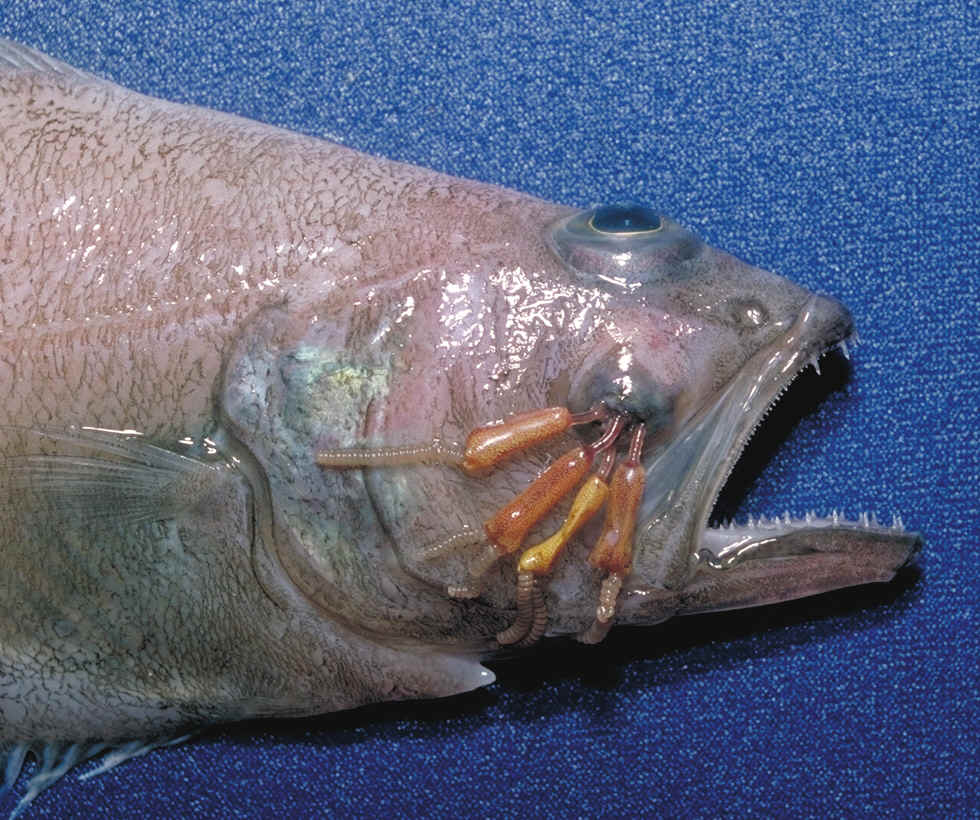
Một con cá bị trùng mỏ neo tấn công vào bộ phận mặt

Bệnh do loại trùng có hình dạng giống chiếc mỏ neo của tàu thuyền Lernea gây nên, nó có dạng giống mỏ neo, cơ thể có chiều dài 8-16mm, giống như cái que, đầu có mấu 16mm, giống mỏ neo cắm sâu vào cơ thể cá. Trùng mỏ neo ký sinh hút chất dinh dưỡng làm viêm loét da, vây, mang, xoang miệng của cá từ vết loét tạo điều kiện cho ký sinh trùng khác, nấm, vi khuẩn xâm nhập gây bệnh. Cá ngứa ngáy, khó chịu, kém ăn, da mất sắc mầu bình thường, bơi lờ đờ, phản ứng kém gầy yếu, có nhiều trùng ký sinh bị bệnh nặng, dẫn đến chết.

### Trùng quả dưa
Bệnh do loại trùng Ichthyophthirius, có dạng hình quả dưa gây nên. Cá bị bệnh trên da, vây, mang có nhiều trùng bám thành hạt lấm tấm, nhỏ, màu hơi trắng đục (đốm trắng), có thể nhìn rõ bằng mắt thường. Cá bệnh tách đàn bơi lờ đờ quanh ao. Cá trê có hiện tượng treo râu, đầu ngoi lên mặt nước, đuôi xuôi xuống phía đáy ao. Bệnh phân bố rộng. Bệnh gây thiệt hại nhiều cho cá rô phi, cá trê.

### Nhiễm khuẩn huyết

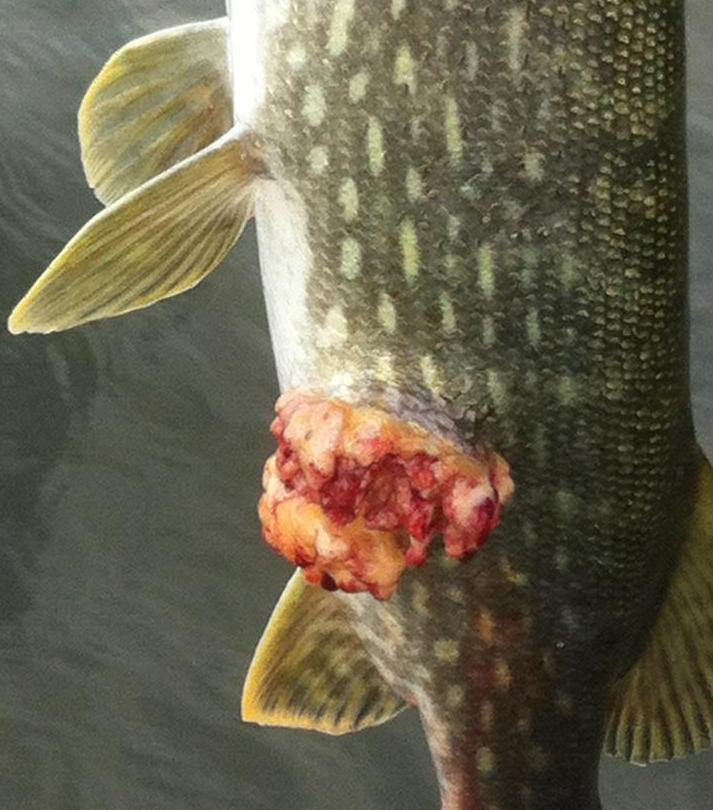
Một con cá bị hoại tử, bụng đang bục phèo ra nội tạng

Bệnh do Aeromonas do nhóm vi khuẩn gây bệnh chủ yếu thuộc chi Aeromonas. Vi khuẩn hiện diện bình thường trong nước, đặc biệt khi trong nước có nhiều chất hữu cơ. Nó cũng có thể không gây bệnh khi khu trú trong ruột cá. Các loại cá nuôi nước ngọt như cá tra, cá basa, cá trê, cá điêu hồng, cá bống tượng, cá tai tượng. Cá con dễ mẫn cảm hơn cá trưởng thành, có thể gây chết đến 80%. Cá bệnh bị sẫm màu từng vùng ở bụng. Xuất hiện từng mảng đỏ trên cơ thể. Hoại tử đuôi, vây, xuất hiện các vết thương trên lưng, các khối u trên bề mặt cơ thể, vảy dễ rơi rụng. Mắt lồi, mờ đục và phù ra. Xoang bụng chứa dịch, nội tạng hoại tử.

### Edwardsiella
Bệnh nhiễm khuẩn huyết do Edwardsiella (Edwarsiellosis) bệnh do vi khuẩn Edwardsiella tarda. Các loài cá nuôi nước ngọt là cá tra, cá basa, cá trê, cá điêu hồng (cá rô phi đỏ), cá rô phi, cá bống tượng, cá tai tượng, cá chép...Xuất hiện những vết thương nhỏ trên da (phía mặt lưng), đương kính khoảng 3-5mm, những vết thương này sẽ phát triển thành những khối u rỗng bên trong cơ, da bị mất sắc tố. Cá mắc bệnh sẽ mất chức năng vận động do vây đuôi bị tưa rách. Có thể xuất hiện những vết thương bên dưới biểu bi, cơ, khi ấn vào sẽ phát ra khí có mùi hôi, các vết thương này sẽ gây hoại tử vùng cơ chung quanh. Bệnh thường xảy ra trên cá lớn.

### Rận cá

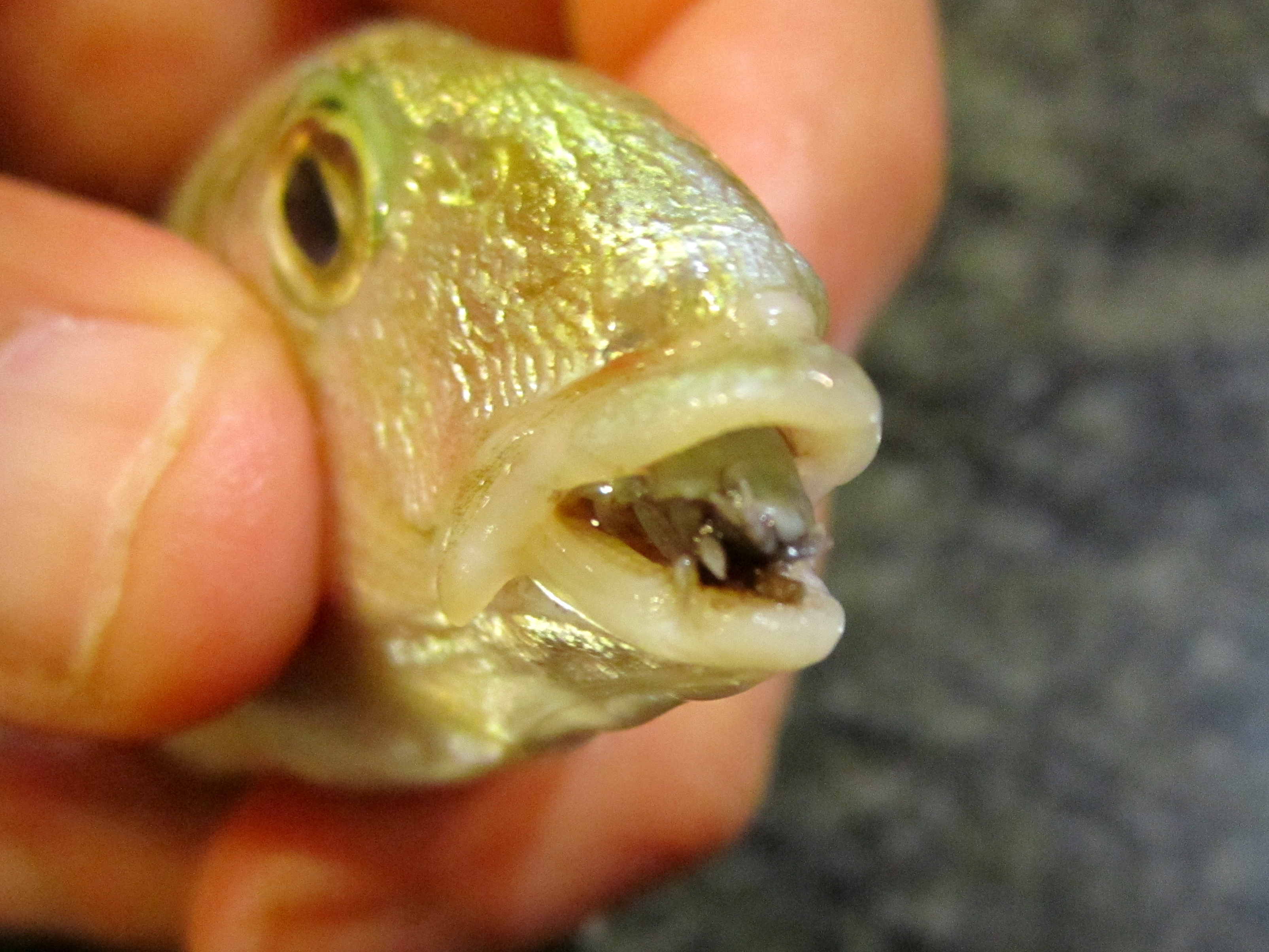
Một con cá bị rận ký sinh, ăn mất lưỡi

Bệnh do loại trùng Argulus gây ra. Nó có màu trắng ngà, có hình dạng giống con rệp nên còn gọi là rận cá hoặc bọ cá, bọ vè, nhận thấy được bằng mắt thường. Rận cá sống ký sinh trên da, thân, vây, xoang miệng và mang cá. Nó hút máu, tiết chất độc, làm cá bị tổn thương, sưng đỏ tạo điều kiện cho các ký sinh trùng khác, vi khuẩn, nấm xâm nhập gây bệnh. Trùng thường đốt cá vào ban đêm làm cá ngứa ngáy, khó chịu, bơi nhảy lung tung. Rận cá ký sinh trên nhiều loài cá nuôi, bệnh xuất hiện quanh năm, gây thiệt hại lớn cho cho nghề nuôi cá lồng bè.

### Vibrio
Bệnh trên các loài cá nuôi nước mặn do nhóm Vibrio (Vibriosis). Vibriosis là những bệnh do nhóm Vibrio gây ra. Các loài cá nuôi nước mặn như: cá mú, cá chẽm, cá măng. Khi bệnh bùng nổ, có thể gây chết cá đến 50% hoặc cao hơn ở cá nhỏ và tỷ lệ này sẽ giảm đối với cá lớn, tuy nhiên cá mắc bệnh sẽ bỏ ăn và kém tăng trưởng. Cá nhiễm các loài Vibrio thường bỏ ăn hoặc ăn kém. Từng vùng trên lưng cá hoặc toàn bộ biến màu sẫm. Xuất huyết điểm trên từng vùng của cơ thể, hoại tử vây. Mắt đục, lồi. Trong những trường hợp cấp tính cá có thể chết khi chưa có biểu hiện bệnh lý, ngoài trừ bụng trướng to.Cá nhiễm bệnh một thời gian dài thì mang cá bị bạc màu, xuất hiện những vết thương có thể ăn sâu vào trong cơ thể.